# 琅琊街道
琅琊街道是中华人民共和国安徽省滁州市琅琊区下辖的一个街道，面积为47平方千米，人口约6.9万人，是琅琊区政府驻地所在。

## 历史沿革
琅琊街道的设立始于1980至90年代，在1992年撤区并乡之前便已存在。当时琅琊街道属县级滁州市，滁州市则属地级滁县地区。1992年12月20日，国务院批准滁县地区撤区设市，设立地级滁州市，原县级滁州市一分为二，成为滁州市琅琊区和滁州市南谯区。次年1月，两区正式设立，琅琊街道归琅琊区管辖。2010年5月4日，琅琊街道被中华人民共和国民政部评为“全国示范和谐街道”，境内古道社区被评为“全国示范和谐社区”。琅琊街道是滁州市唯一获得该称号的街道。

## 行政区划
琅琊街道现下辖7个社区：
| 统计用区划代码 | 社区名称     | 备注                           |
| -------------- | ------------ | ------------------------------ |
| 341102001002   | 花园街社区   | 为街道办事处驻地 （花园街2号） |
| 341102001003   | 建设路社区   |                                |
| 341102001004   | 四合路社区   |                                |
| 341102001005   | 沿渠社区     |                                |
| 341102001007   | 凤凰西路社区 |                                |
| 341102001008   | 三里亭路社区 |                                |
| 341102001010   | 古道社区     | 为琅琊区人民政府驻地           |

## 概况
琅琊街道面积达47平方千米，去除琅琊山风景区则为6.8平方千米。辖区范围东至京沪铁路，西至琅琊山国家森林公园，南起琅琊东路、凤凰西路一线，北触贯穿滁州的铁路线。至2019年，人口达6.9万人。街道党工委书记为姜陆，琅琊区琅琊公共服务中心主任为剧伟。境内有滁州北站、滁州汽车站等交通枢纽。境内还有滁州学院等教育院校。是琅琊区的政治、经济、交通中心。